# Pilosella leptophyton
Pilosella leptophyton — вид рослин із родини айстрових (Asteraceae).

## Біоморфологічна характеристика
Це багаторічна рослина розкидано волосиста білувато-зелена трав'яниста рослина з наземною розеткою листя. Стебло пряме, завдовжки 25–65 см, зазвичай просте. Листки цільні. Квітки язичкові жовті, язички крайових квіток іноді поздовжньо червоно-смугасті зовні. Плоди коричнево-чорні.

## Середовище проживання
Зростає у Європі, Туреччині, на Кавказі — Німеччина, Австрія, Італія, Польща, Чехія, Угорщина, Словенія, Хорватія, Боснія та Герцеговина, Сербія та Косово, Македонія, Румунія, Болгарія, Греція, Туреччина, Литва, Росія (Калінінградська область, Північний Кавказ), Україна, Грузія, Вірменія, Азербайджан.
В Україні вид росте на трав'янистих та кам'янистих місцях — у Карпатах та Криму.